# 紀立信
，GBS，AC，KC（英語：Anthony Murray Gleeson，1938年8月30日—）曾任澳洲首席大法官及香港終審法院非常任法官。2020年10月獲頒金紫荊星章。

## 簡介
生於澳洲新南威爾斯溫厄姆。悉尼大學畢業。1963年在新南威爾斯取得大律師資格。1974年獲新南威爾斯委任為御用大律師。1988年至1998年，任新南威爾斯最高法院首席法官。1998年5月，出任澳洲高等法院首席大法官，至2008年8月退休。2009年至2024年曾出任香港終審法院其他普通法適用地區非常任法官

## 榮譽
- 金紫荊星章 (2020年）[4]